# Rocking with the Boys
Rocking with the Boys è una raccolta dei Geordie di Brian Johnson, pubblicata nel 1992 in CD, solo in Australia, dalla casa discografica locale Raven.

## Canzoni
1. Strange man (Malcolm)
2. Can you do it (Malcolm)
3. Don't do that (Malcolm)
4. All because of you (Malcolm)
5. Keep on rocking (Malcolm)
6. She's a teaser (Malcolm - D'Ambrosia)
7. Give you till monday (Malcolm)
8. Fire queen  (Malcolm)
9. Natural born loser (Malcolm)
10. Ain't it just like a woman (Malcolm)
11. Got to know (Malcolm - Johnson)
12. Electric lady (Malcolm)
13. Black cat woman  (Malcolm)
14. Mercenary man (Malcolm)
15. Going down (brano tradizionale americano, riarrangiato da Brian Johnson e Vic Malcolm)
16. House of the rising sun (brano tradizionale americano, riarrangiato dai Geordie)
17. So what (Malcolm)
18. Mama's gonna take you home (Huxley - Birnbach) (cover dai Jericho)
19. Geordie stomp (Malcolm - Johnson)
20. Treat her like a lady (Johnson - Robson - Rootham)
21. Rocking with the boys tonite (Johnson - Robson - Rootham)

## Formazione
- Brian Johnson (voce)
- Vic Malcolm (chitarra)
- Tom Hill (basso)
- Brian Gibson (batteria)
- Derek Rootham (chitarra)
- Dave Robson (basso)
- Davy Whittaker (batteria)